# کلر ویلر
کلر ویلر (انگلیسی: Clare Wheeler؛ زادهٔ ۱۴ ژانویهٔ ۱۹۹۸) بازیکن فوتبال اهل استرالیا است.
وی همچنین در تیم‌های ملی فوتبال Australia women's national under-20 soccer team و زنان استرالیا بازی کرده‌است.